# Arsenal Football Club 1998-1999
Questa voce raccoglie le informazioni riguardanti l'Arsenal Football Club nelle competizioni ufficiali della stagione 1998-1999.

## Rosa
| N. |                        | Ruolo | Calciatore          |
| -- | ---------------------- | ----- | ------------------- |
| 1  | Inghilterra (bandiera) | P     | David Seaman        |
| 2  | Inghilterra (bandiera) | D     | Lee Dixon           |
| 3  | Inghilterra (bandiera) | D     | Nigel Winterburn    |
| 4  | Francia (bandiera)     | C     | Patrick Vieira      |
| 5  | Inghilterra (bandiera) | D     | Steve Bould         |
| 6  | Inghilterra (bandiera) | D     | Tony Adams          |
| 7  | Argentina (bandiera)   | D     | Nelson Vivas        |
| 8  | Svezia (bandiera)      | C     | Fredrik Ljungberg   |
| 9  | Francia (bandiera)     | A     | Nicolas Anelka      |
| 10 | Paesi Bassi (bandiera) | A     | Dennis Bergkamp     |
| 11 | Paesi Bassi (bandiera) | C     | Marc Overmars       |
| 12 | Liberia (bandiera)     | A     | Christopher Wreh    |
| 13 | Austria (bandiera)     | P     | Alexander Manninger |
| 14 | Inghilterra (bandiera) | D     | Martin Keown        |
| 15 | Inghilterra (bandiera) | C     | Ray Parlour         |

| N. |                        | Ruolo | Calciatore       |
| -- | ---------------------- | ----- | ---------------- |
| 16 | Inghilterra (bandiera) | C     | Stephen Hughes   |
| 17 | Francia (bandiera)     | C     | Emmanuel Petit   |
| 18 | Francia (bandiera)     | D     | Gilles Grimandi  |
| 19 | Francia (bandiera)     | C     | Rémi Garde       |
| 20 | Inghilterra (bandiera) | D     | Matthew Upson    |
| 21 | Portogallo (bandiera)  | A     | Luís Boa Morte   |
| 22 | Francia (bandiera)     | D     | David Grondin    |
| 23 | Germania (bandiera)    | C     | Alberto Mendez   |
| 25 | Nigeria (bandiera)     | A     | Nwankwo Kanu     |
| 26 | Argentina (bandiera)   | A     | Fabián Caballero |
| 27 | Guinea (bandiera)      | A     | Kaba Diawara     |
| 28 | Inghilterra (bandiera) | C     | Michael Black    |
| 29 | Inghilterra (bandiera) | D     | Jason Crowe      |
| 30 | Italia (bandiera)      | C     | Paolo Vernazza   |
| 32 | Turchia (bandiera)     | A     | Ömer Rıza        |

## Risultati

### Premier League

#### Girone d'andata
| Arbitro: | Mike Riley |

|                        |           |            |
| Petit 58’ Overmars 79’ | Marcatori | 76’ Thomas |

| Liverpool 22 agosto 1998, ore 15:00 WEST 2ª giornata | Liverpool     | 0 – 0 | Arsenal | Anfield (44.429 spett.)\| Arbitro: \| David Elleray \| |
| Arbitro:                                             | David Elleray |       |         |                                                        |

| Londra 29 agosto 1998, ore 15:00 WEST 3ª giornata | Arsenal     | 0 – 0 | Charlton | Arsenal Stadium (38.014 spett.)\| Arbitro: \| Graham Poll \| |
| Arbitro:                                          | Graham Poll |       |          |                                                              |

| Londra 9 settembre 1998, ore 20:00 WEST 4ª giornata | Chelsea       | 0 – 0 | Arsenal | Stamford Bridge (34.644 spett.)\| Arbitro: \| Stephen Lodge \| |
| Arbitro:                                            | Stephen Lodge |       |         |                                                                |

| Arbitro: | Paul Durkin |

|                  |           |            |
| Emile Heskey 28’ | Marcatori | 90’ Hughes |

| Arbitro: | Graham Barber |

|                                    |           |  |
| Adams 22’ Anelka 29’ Ljungberg 84’ | Marcatori |  |

| Arbitro: | Paul Alcock |

|             |           |  |
| Briscoe 89’ | Marcatori |  |

| Arbitro: | Mike Reed |

|                                     |           |  |
| Bergkamp 21’, 66’ (rig.) Anelka 29’ | Marcatori |  |

| Arbitro: | Jeff Winter |

|            |           |             |
| Anelka 34’ | Marcatori | 67’ Howells |

| Arbitro: | Dermot Gallagher |

|             |           |                      |
| Johnson 64’ | Marcatori | 25’ Anelka 39’ Petit |

| Arbitro: | Uriah Rennie |

|  |           |            |
|  | Marcatori | 25’ Anelka |

| Arbitro: | Gary Willard |

|           |           |  |
| Anelka 6’ | Marcatori |  |

| Londra 14 novembre 1998, ore 15:00 WET 13ª giornata | Arsenal     | 0 – 0 | Tottenham | Arsenal Stadium (38.278 spett.)\| Arbitro: \| Alan Wilkie \| |
| Arbitro:                                            | Alan Wilkie |       |           |                                                              |

| Arbitro: | Mike Riley |

|           |           |  |
| Ekoku 77’ | Marcatori |  |

| Arbitro: | Graham Barber |

|            |           |                |
| Anelka 89’ | Marcatori | 6’ Brian Deane |

| Derby 5 dicembre 1998, ore 15:00 WET 16ª giornata | Derby County | 0 – 0 | Arsenal | Pride Park Stadium (29.018 spett.)\| Arbitro: \| Mike Reed \| |
| Arbitro:                                          | Mike Reed    |       |         |                                                               |

| Arbitro: | Stephen Lodge |

|                             |           |                   |
| Joachim 62’ Dublin 65’, 83’ | Marcatori | 14’, 45’ Bergkamp |

| Arbitro: | Peter Jones |

|                                   |           |                 |
| Bergkamp 28’ Vieira 53’ Petit 82’ | Marcatori | 66’ Hasselbaink |

| Arbitro: | Peter Jones |

|             |           |  |
| Overmars 7’ | Marcatori |  |

#### Girone di ritorno
| Arbitro: | Uriah Rennie |

|  |           |                     |
|  | Marcatori | 53’ (rig.) Overmars |

| Londra 9 gennaio 1999, ore 15:00 WET 21ª giornata | Arsenal       | 0 – 0 | Liverpool | Arsenal Stadium (38.107 spett.)\| Arbitro: \| Graham Barber \| |
| Arbitro:                                          | Graham Barber |       |           |                                                                |

| Arbitro: | Paul Durkin |

|  |           |           |
|  | Marcatori | 34’ Keown |

| Arbitro: | Graham Poll |

|              |           |  |
| Bergkamp 32’ | Marcatori |  |

| Arbitro: | Jeff Winter |

|  |           |                                                  |
|  | Marcatori | 35’ Bergkamp 45’ Overmars 83’ Anelka 87’ Parlour |

| Arbitro: | Gary Willard |

|          |           |            |
| Cole 71’ | Marcatori | 58’ Anelka |

| Arbitro: | Paul Durkin |

|                                       |           |  |
| Anelka 23’, 27’, 44’ Parlour 42’, 48’ | Marcatori |  |

| Arbitro: | Mike Reed |

|            |           |            |
| Hamann 77’ | Marcatori | 36’ Anelka |

| Arbitro: | David Elleray |

|                            |           |  |
| Bergkamp 83’, 88’ Kanu 86’ | Marcatori |  |

| Arbitro: | Uriah Rennie |

|  |           |                                 |
|  | Marcatori | 16’ Parlour 69’ (rig.) Bergkamp |

| Arbitro: | Paul Alcock |

|                          |           |  |
| Parlour 16’ Overmars 80’ | Marcatori |  |

| Southampton 3 aprile 1999, ore 15:00 WEST 31ª giornata | Southampton | 0 – 0 | Arsenal | The Dell (15.255 spett.)\| Arbitro: \| Peter Jones \| |
| Arbitro:                                               | Peter Jones |       |         |                                                       |

| Arbitro: | Graham Poll |

|              |           |  |
| Bergkamp 42’ | Marcatori |  |

| Arbitro: | Stephen Lodge |

|                                                                  |           |          |
| Parlour 34’ Vieira 49’ Thatcher 56’ (aut.) Bergkamp 57’ Kanu 59’ | Marcatori | 70’ Cort |

| Arbitro: | Stephen Lodge |

|               |           |                                                             |
| Armstrong 87’ | Marcatori | 4’ (rig.) Overmars 38’, 78’ Anelka 45’, 60’ Kanu 58’ Vieira |

| Arbitro: | Neale Barry |

|            |           |  |
| Anelka 14’ | Marcatori |  |

| Arbitro: | Steve Dunn |

|                     |           |                               |
| Darren Anderton 33’ | Marcatori | 17’ Petit 33’ Anelka 85’ Kanu |

| Arbitro: | Gary Willard |

|                 |           |  |
| Hasselbaink 86’ | Marcatori |  |

| Arbitro: | Dermot Gallagher |

|          |           |  |
| Kanu 66’ | Marcatori |  |

.

### FA Cup

#### Terzo turno
| Preston 4 gennaio 1999, ore 19:45 WET                                                      | Preston N.E. | 2 – 4                                     | Arsenal | Deepdale (21.099 spett.) |
| \| \| \| \| \| Nogan 17’, 21’ \| Marcatori \| 44’ Boa Morte 60’, 79’ Petit 81’ Overmars \| |              |                                           |         |                          |
|                                                                                            |              |                                           |         |                          |
| Nogan 17’, 21’                                                                             | Marcatori    | 44’ Boa Morte 60’, 79’ Petit 81’ Overmars |         |                          |

#### Quarto turno
| Arbitro: | Steve Dunn |

|         |           |                           |
| Flo 37’ | Marcatori | 10’ Overmars 69’ Bergkamp |

#### Ottavi di finale
| Arbitro: | Peter Jones |

|                         |           |             |
| Vieira 28’ Bergkamp 76’ | Marcatori | 48’ Marcelo |

| Arbitro: | Peter Jones |

|                           |           |            |
| Overmars 15’ Bergkamp 37’ | Marcatori | 86’ Morris |

#### Quarti di finale
| Arbitro: | Steve Dunn |

|          |           |  |
| Kanu 89’ | Marcatori |  |

#### Semifinale
| Birmingham 11 aprile 1999, ore 12:30 WET | Arsenal       | 0 – 0 | Manchester Utd | Villa Park (39.217 spett.)\| Arbitro: \| David Elleray \| |
| Arbitro:                                 | David Elleray |       |                |                                                           |

| Arbitro: | David Elleray |

|                        |           |              |
| Beckham 17’ Giggs 109’ | Marcatori | 69’ Bergkamp |

### League Cup

#### Terzo turno
| Arbitro: | Stephen Lodge |

|               |           |                              |
| Sturridge 83’ | Marcatori | 21’ (aut.) Carsley 55’ Vivas |

#### Quarto turno
| Arbitro: | David Elleray |

|  |           |                                                  |
|  | Marcatori | 34’ (rig.) Lebœuf 49’, 73’ Vialli 65’, 80’ Poyet |

### UEFA Champions League

#### Gruppo E
| Squadra       | Pt | G | V | N | P | GF | GS | DG |
| ------------- | -- | - | - | - | - | -- | -- | -- |
| Dinamo Kiev   | 11 | 6 | 3 | 2 | 1 | 11 | 7  | +4 |
| Lens          | 8  | 6 | 2 | 2 | 2 | 5  | 6  | -1 |
| Arsenal       | 8  | 6 | 2 | 2 | 2 | 8  | 8  | 0  |
| Panathīnaïkos | 6  | 6 | 2 | 0 | 4 | 6  | 9  | -3 |

| Arbitro: | Hellmut Krug |

|               |           |              |
| Vairelles 90’ | Marcatori | 56’ Overmars |

| Arbitro: | Antonio López Nieto |

|                     |           |           |
| Adams 64’ Keown 72’ | Marcatori | 88’ Mauro |

| Arbitro: | Ryszard Wójcik |

|              |           |            |
| Bergkamp 74’ | Marcatori | 90’ Rebrov |

| Arbitro: | Piero Ceccarini |

|                                            |           |            |
| Rebrov 27’ (rig.) Holovko 62’ Ševčenko 72’ | Marcatori | 83’ Hughes |

| Arbitro: | Markus Merk |

|  |           |            |
|  | Marcatori | 72’ Debève |

| Arbitro: | Stefano Braschi |

|                |           |                                              |
| Sypniewski 74’ | Marcatori | 65’ (aut.) Asanović 80’ Anelka 86’ Boa Morte |

### FA Charity Shield
| Arbitro: | Graham Poll |

|                                  |           |  |
| Overmars 33’ Wreh 56’ Anelka 71’ | Marcatori |  |

## Statistiche
| Giornata  | 1 | 2 | 3 | 4 | 5 | 6 | 7 | 8 | 9 | 10 | 11 | 12 | 13 | 14 | 15 | 16 | 17 | 18 | 19 | 20 | 21 | 22 | 23 | 24 | 25 | 26 | 27 | 28 | 29 | 30 | 31 | 32 | 33 | 34 | 35 | 36 | 37 | 38 |
| --------- | - | - | - | - | - | - | - | - | - | -- | -- | -- | -- | -- | -- | -- | -- | -- | -- | -- | -- | -- | -- | -- | -- | -- | -- | -- | -- | -- | -- | -- | -- | -- | -- | -- | -- | -- |
| Luogo     | C | T | C | T | T | C | T | C | T | T  | T  | T  | C  | T  | C  | T  | T  | C  | C  | T  | C  | T  | C  | T  | T  | C  | T  | C  | T  | C  | T  | C  | C  | T  | C  | T  | T  | C  |
| Risultato | V | N | N | N | N | V | P | V | N | V  | V  | V  | N  | P  | N  | N  | P  | V  | V  | V  | N  | V  | V  | V  | N  | V  | N  | V  | V  | V  | N  | V  | V  | V  | V  | V  | P  | V  |
| Posizione | 2 | 4 | 5 | 5 | 8 | 9 | 3 | 5 | 3 | 3  | 2  | 3  | 3  | 4  | 4  | 6  | 6  | 5  | 3  | 3  | 4  | 4  | 3  | 3  | 3  | 3  | 2  | 2  | 2  | 2  | 2  | 2  | 2  | 1  | 1  | 1  | 2  | 2  |